# Culicoides subneglectus
Culicoides subneglectus är en tvåvingeart som beskrevs av Vimmer 1932. Culicoides subneglectus ingår i släktet Culicoides och familjen svidknott. Inga underarter finns listade i Catalogue of Life.